# 40436 Sylviecoyaud
40436 Sylviecoyaud è un asteroide della fascia principale del sistema solare. Scoperto nel 1999, presenta un'orbita caratterizzata da un semiasse maggiore pari a 2,5846439 UA e da un'eccentricità di 0,1332192, inclinata di 4,99186° rispetto all'eclittica.
La velocità orbitale media è di 18,52216635 km/s, mentre il periodo di rivoluzione è di 1518,79 giorni (4,6 anni).
L'asteroide è dedicato alla divulgatrice scientifica francese, operante in Italia, Sylvie Coyaud.